# João Lyrio
João Lyrio (Itapé, 28 de agosto de 1937 - Itabuna, 31 de agosto de 2010) foi um político brasileiro. Vereador pela cidade de Itapé em 1969 pelo MDB, foi secretário de Finanças do governo Jabes Ribeiro, tendo largado o cargo para disputar o pleito para a Assembléia Legislativa da Bahia. Eleito e empossado, renunciou ao cargo para disputar as eleições de prefeito de Ilhéus, as quais venceu pelo PSDB.
Em seu governo, foi criado o Parque Ecológico da Mata da Esperança e ampliada a zona urbana de Ilhéus.